# Petr Hába
Petr Hába (* 6. ledna 1965, Zlín) je český šachový velmistr.
V Mistrovství České republiky v šachu zvítězil v letech 1996 a 2002, stříbro získal v roce 1998. V bleskovém šachu získal na mistrovství České republiky v letech 2003 a 2004 stříbro, v roce 2006 bronz.
Roku 2011 se stal trenérem FIDE. Od roku 2010 působí jako kapitán ženské reprezentace.